# Ставішиці
Ставішиці (пол. Stawiszyce) — село в Польщі, у гміні Злота Піньчовського повіту Свентокшиського воєводства.
Населення — 372 особи (2011).
У 1975-1998 роках село належало до Келецького воєводства.

## Демографія
Демографічна структура на день 31 березня 2011 року:
|          | Загалом | Допрацездатний вік | Працездатний вік | Постпрацездатний вік |
| -------- | ------- | ------------------ | ---------------- | -------------------- |
| Чоловіки | 175     | 35                 | 113              | 27                   |
| Жінки    | 197     | 39                 | 98               | 60                   |
| Разом    | 372     | 74                 | 211              | 87                   |